# Echiopsis
Echiopsis är ett släkte av ormar som ingår i familjen giftsnokar och underfamiljen havsormar.
Arterna är med en längd mindre än 75 cm små ormar. De förekommer i södra Australien och jagar främst ödlor, groddjur, småfåglar och mindre däggdjur. Dessa ormar vistas i torra landskap. Hos Echiopsis curta lägger honor inga ägg utan föder levande ungar. Hos den andra arten är fortplantningssättet okänt. Släktets medlemmar gäller som ofarlig för människor.
Arter enligt Catalogue of Life:
- Echiopsis atriceps
- Echiopsis curta